# 모브

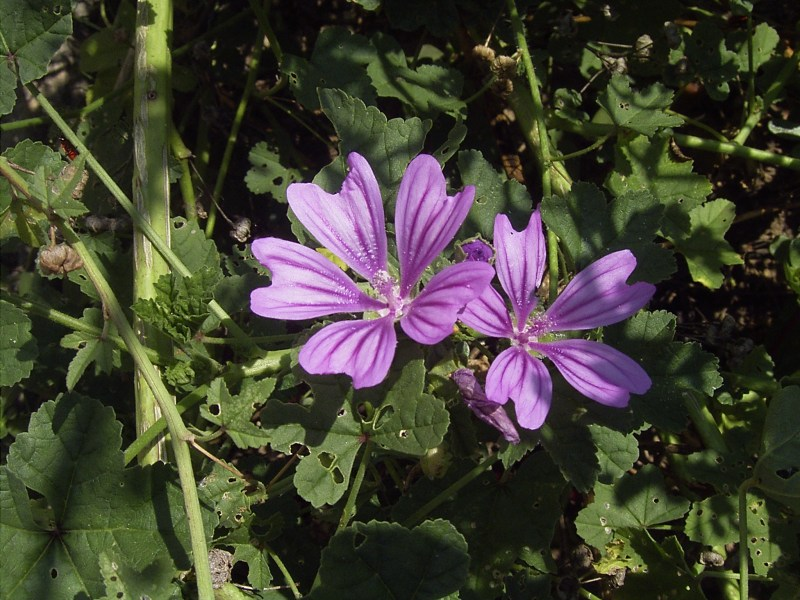

모브(mauve)는 창백한 자주색으로, 아욱꽃(프랑스어: mauve)의 이름을 따서 지어진 색이다. 모브라는 단어가 색으로서 처음 사용된 일은 옥스포드 영어사전에 따르면 1796~98년이지만 1859년 전에도 드물게 사용된 것으로 보인다. 이 색의 다른 이름은 멜로(mallow)이며 처음 멜로가 영어의 색 이름으로 사용된 것은 1611년이다.
모브는 마젠타의 창백한 색조에 비해 더 많은 회색과 더 많은 파란색을 포함한다. "파랗다"고 불리는 수많은 창백한 들꽃은 모브로 분류하는 것이 더 정확하다. 모브는 창백한 보라색으로 기술되기도 한다.